# (3884) Alferov
(3884) Alferov ist ein Asteroid des Hauptgürtels, der am 13. März 1977 vom russischen Astronomen Nikolai Stepanowitsch Tschernych am Krim-Observatorium in Nautschnyj (IAU-Code 095) entdeckt wurde.
Der Asteroid gehört zur Themis-Familie, einer Gruppe von Asteroiden, die nach (24) Themis benannt wurde.
(3884) Alferov wurde am 22. Februar 1997 nach dem russischen Physiker Schores Iwanowitsch Alfjorow (1930–2019) benannt, der 2000 mit dem Nobelpreis für Physik ausgezeichnet wurde und Alterspräsident der russischen Duma war.